# Glen (Mississippi)
Glen é uma cidade  localizada no estado americano de Mississippi, no Condado de Alcorn.

## Demografia
Segundo o censo americano de 2000, a sua população era de 286 habitantes.
Em 2006, foi estimada uma população de 297, um aumento de 11 (3.8%).

## Geografia
De acordo com o United States Census Bureau tem uma área de
12,1 km², dos quais 12,1 km² cobertos por terra e 0,0 km² cobertos por água.

## Localidades na vizinhança
O diagrama seguinte representa as localidades num raio de 24 km ao redor de Glen.